# (2226) Cunitza
(2226) Cunitza est un astéroïde de la ceinture principale.

## Description
(2226) Cunitza est un astéroïde de la ceinture principale. Il fut découvert le 26 août 1936 à Heidelberg par Alfred Bohrmann. Il présente une orbite caractérisée par un demi-grand axe de 2,87 UA, une excentricité de 0,08 et une inclinaison de 2,5° par rapport à l'écliptique.

## Compléments